# خریستوس پپاس
خریستوس پپاس (یونانی: Χρήστος Πέππας؛ زادهٔ ۱۸۹۹ - درگذشته نامشخص) بازیکن فوتبال اهل یونان بود.